# Roman Hubník
Roman Hubník (Vsetín, 6 giugno 1984) è un ex calciatore ceco, di ruolo difensore.

## Carriera

### Nazionale
L'8 giugno 2012 esordisce da titolare agli Europei nella partita contro la Russia (4-1).
Viene convocato per gli Europei 2016 in Francia.

## Palmarès

### Club

#### Competizioni nazionali
- Campionato tedesco di seconda divisione: 2

Hertha Berlino: 2010-2011, 2012-2013